# Бэтмен будущего
«Бэтмен будущего» (англ. Batman Beyond) — американский мультсериал 1999 года. Здесь показывается будущее Готэма — вымышленного города, в котором действует Бэтмен. Главным героем является Терри Макгиннис — новый Бэтмен, который заменил Брюса Уэйна — Бэтмена прошлого (в русской версии мультсериал, шедший на СТС, назывался «Новый Бэтмен»). В сериале несколько раз встречаются злодеи из оригинальной вселенной, но большая часть придумана заново.
Теглайн: «Апатия. Жадность. Коррупция. Власть. Надежда. Мужество. Честь. Правосудие».
Несколько серий было выпущено в виде полнометражного мультфильма Batman Beyond: The Movie. К сериалу планировалось сделать кинофильм с Киану Ривзом в главной роли, но фильм так и не дошёл до стадии съёмок, поэтому после окончания трансляции мультсериала вышел только полнометражный мультфильм «Бэтмен будущего: Возвращение Джокера». В начале 2000-х годов обсуждалось производство ещё одной кинокартины, режиссёром которой мог стать Боаз Якин, сценаристами — Алан Бёрнетт и Пол Дини, а роль Брюса Уэйна сыграл бы Клинт Иствуд. Но руководители Warner Bros. отказались от предлагаемого мрачного и нигилистического подхода.

## Сюжет
Пилотный эпизод, под названием «Возрождение», начинается в 2019 году, спустя 20 лет после «Новых приключений Бэтмена», когда Брюс Уэйн решил завершить карьеру борца с несправедливостью. Далее история продолжается в 2039 году, в Готэме, уже футуристическом мегаполисе, с ошеломляющими видами небоскрёбов и летательных аппаратов. Старшеклассник Терри Макгиннес, случайно попав в поместье Брюса, спасаясь от местной банды Джокеров, раскрывает тайну Летучей Мыши. В тот же вечер отца Терри убивают приспешники магната Дерека Пауэрса, замаскировав преступление под нападение «клоунов». Узнав о причине смерти отца, диске с данными о биологическом оружии, Макгиннес возвращается в дом Уэйна и забирает последнюю модификацию костюма Бэтмена. После длительных споров с Брюсом легенда рождается заново: под руководством опытного Уэйна Терри выходит на бой со злом во всех его проявлениях.
В конце первого сезона Пауэрс (первый заклятый враг Терри) был предан собственным сыном Пакстоном, который перехватил власть над компанией. Терри после этого занялся собственной личной жизнью и работой Бэтмена. Также одноклассница — девушка Макс — узнаёт тайну Макгиннеса и начинает ему помогать.
В серии «Эпилог» мультсериала «Лига справедливости: Без границ» показываются события, происходившие несколько позже в данной сюжетной линии. Согласно им, Терри Макгиннес является сыном Брюса Уэйна. На самом деле Уэйн даже не знал его родителей — представители спецслужб, получив его ДНК, подобрали семейную пару, схожую по взглядам с Томасом и Мартой Уэйнами, и изменили генокод Уорена Макгиннеса, отца Терри. Это был первый шаг в получении нового Бэтмена. Планировалось убить родителей мальчика при таких же обстоятельствах, при каких погибли родители Брюса, но киллером, которой поручили это задание, оказалась Андреа Бомон (Фантазм из полнометражного мультфильма про Бэтмена), которая лично знала Брюса Уэйна. В итоге, хоть Фантазм и не убила родителей Терри, он всё же стал Бэтменом, как и планировалось. Сам он говорит Брюсу после выяснения обстоятельств: «Я горжусь своим стариком!».
«Бэтмен» будущего также пересекается с мультсериалами Static Shock (серия «Шок будущего») и «Проект Зета» (серия «Тени»).
Существовали планы по выпуску второго фильма после «Возвращения Джокера». Главным антагонистом должна была стать Женщина-кошка. Именно она клонировала Брюса Уэйна для создания Терри. Это откровение делало историю ещё более мрачной и показывало, что у Селины Кайл, возможно, не было благородных намерений. Однако из-за низких продаж DVD от этой идеи пришлось отказаться.

## Актёры озвучивания

### Главные герои
- Уилл Фридл — Бэтмен будущего / Терренс (Терри) Макгиннис
- Кевин Конрой — Бэтмен / Брюс Уэйн

### Второстепенные персонажи
- Майкл Гросс — Уоррен Макгиннис
- Тери Гарр — Мэри Макгиннис
- Райан О’Донохью — Мэттью (Мэтт) Макгиннис
- Лорен Том — Дана Тэн
- Клайд Касацу — отец Даны
- Кри Саммер — Максин (Макс) Гибсон
- Фрэнк Уэлкер — собака Эйс
- Стокард Чэннинг, Энджи Хэрмон — комиссар Барбара Гордон
- Пол Уинфилд — окружной прокурор Сэм Янг
- Сэм Макмюррей — Гарри Талли
- Макс Брукс — Говард Грут
- Мелисса Дисней — Бобби (Блэйд) Саммер
- Иветта Ловенталь, Рэйчел Ли Кук — Челси Каннингем
- Сет Грин — Нельсон Нэш
- Кристофер Макдональд — Кэл-Эл / Кларк Кент / Супермен
- Фарра Форк — Большая Барда
- Лорен Том — Зелёный Фонарь / Каи-Ро
- Питер Онорати — Орёл / Рекс Стюарт
- Джоди Бенсон — Русалка / Марина, принцесса Атлантиды
- Уэйн Брэди — Микрон
- Гэри Коул, Дидрих Бадер — синтоид Зета
- Джулия Натансон — Розалия (Ро) Роуэн
- Джо Спано, Кертвуд Смит — агент Джеймс Беннетт
- Майкл Розенбаум — агент Вест
- Лорен Том — агент Ли
- Кори Бёртон — генерал Норман
- Линдсей Слоун — Джеки Мэйчек
- Дэн Лориа — Уильям (Билл) Уоллес
- Райдер Стронг — Роберт (Бобби) Вэнс-младший
- Крис Деметрал — Кори Кавальери
- Сет Грин — Демпси
- Алекс Томас-младший — Бёрк
- Джейсон Мэрсден — Донни Грас
- Чарльз Рокет — отец Донни
- Дженнифер Хейл — Джесси
- Мара Уилсон — Тамара Колдер
- Эли Мариентал — Дариус Артур Келлман (Дак)
- Шон Маркетт — Мигель Диас
- Роберт Патрик — Ричард Армакост
- Мигель Сандовал — доктор Блэйдс
- Кевин Данн — доктор Ходжес
- Уэнди Мэлик — доктор Прайс
- Митч Пиледжи — доктор Стэнтон
- Эд Бегли-младший — доктор Питер Корсо
- Дафна Зунига — Эйприл
- Паттон Освальд — Элдон Майклс
- Малачи Трон — горилла Фингерс
- Билл Смитрович — Фрэнк Уатт
- Джоанна Халк — Айрин
- Азура Скай — Дианна Клэй
- Такаё Фишер — Каири Танака
- Линн Муди — Банни Вриланд

### Злодеи
- Шерман Ховард — Дерек Пауэрс / Разрушитель
- Кэри Элвес, Паркер Стивенсон — Пакстон Пауэрс
- Джордж Такеи — Мистер Фикс
- Кори Бёртон — посланник Казнии министр торговли Вилмос Эганс
- Шеннон Кенни — Инк
- Уильям Мэйси — Аарон Гербст
- Крис Малки — Уолтер Шрив / Шрик
- Джон Сайфер — доктор Айра Биллингс / Чародей
- Майкл Ансара — Доктор Виктор Фриз / Мистер Фриз
- Линда Хэмилтон — доктор Стефани Лейк
- Джордж Лэзенби — Мистер Уокер / Король
- Аманда Донохью, Сара Дуглас — Миссис Уокер / Королева
- Скотт Клевердон, Николас Гест — Джек Уокер / Валет
- Оливия д’Або — Мелани Уокер / Десятка
- Роберт Дави — доктор Майкл (Майк) Морган / Магма
- Лора Сан Джакомо — Мэри Майклс / Фреон
- Джефф Беннетт — Стюарт Лоу / Двухмерный человек
- Мелисса Дисней — Кураре
- Тим Карри — Матро Бота
- Виктор Риверс — лидер Общества наемных убийц
- Иэн Бьюкенен — доктор Абель Кувьер / Химера
- Стивен Коллинз — Тони Мэйчек / Землеустроитель
- Карл Ламбли — Сталкер
- Стейси Кич — Роберт Вэнс-старший
- Генри Роллинз — Стэнли Лабовски / Безумный Стэн
- Майкл МакКин — Иэн Пик
- Тристан Роджерс — Саймон Харпер
- Джон Риттер — доктор Дэвид Уилер
- Гедде Ватанабэ — Отражатель
- Дориан Хэрвуд — Оружейник (Арсенал)
- Кори Бёртон — Иштван Хегендаш
- Рейнер Шёне — Джеймс ван Дайл
- Тэрен Ноа Смит — Патрик Паундстоун / Рэтбой
- Стивен Болдуин, Клэнси Браун — Чарльз (Чарли) Биджелоу / Профи
- Уильям Мэйси — Каррос
- Скотт МакЭфи — Уильям (Вилли) Уатт
- Кейт Джексон — Бомбшелл
- Виктор Риверс — Неуязвимый
- Брайан Точи — Эдгар / Альбинос
- Кэтлин Фримен — Ма Мэйхем
- Марк Ролстон — Карл
- Энди Дик — Слим
- Брюс Тимм — Джеймэн, Цилиндр
- Лорен Том, Кри Саммер — Дотти
- Майкл Розенбаум — Ухмылка, Терминал, Олли
- Скотт Валентайн — Коу
- Джо Лала, Марк Слотер — Шип
- Марк Уорден — Чесотка
- Итан Эмбри — Ли
- Омар Гудинг — Трей
- Кри Саммер — Тайко
- Уилл Фридл — Визель
- Питер Джейсон — тренер Кригер
- Ларри Дрейк — Джексон Чаппелл
- Дэвид Уорнер — Ра’с аль Гул
- Оливия Хасси — Талия аль Гул
- Алексис Денисоф — Зандер
- Ксандер Беркли — доктор Чайлдс
- Таунсенд Коулмэн — Ложное лицо
- Кит Шарабайка — командир отделения «Кобры»

## Музыка
Саундтрек был выпущен в формате CD в 1999 году. Композиторами были Ширли Уокер, Лолита Ритманис, Майкл Маккьюшен и Кристофер Картер.
| Номер | Название трека              | Композитор       | Длительность |
| ----- | --------------------------- | ---------------- | ------------ |
| 01    | Batman Beyond (Main Title)  | Кристофер Картер | 1:00         |
| 02    | Cold VS Hot                 | Лолита Ритманис  | 3:12         |
| 03    | Terrific Trio VS Rocketeers | Майкл Маккьюшен  | 1:50         |
| 04    | Bat-Slapped InStore         | Кристофер Картер | 1:16         |
| 05    | Farewells                   | Лолита Ритманис  | 2:44         |
| 06    | Batman Defeats Chappell     | Кристофер Картер | 2:14         |
| 07    | Batman Chases Inque         | Кристофер Картер | 2:43         |
| 08    | Yachting With The Card Gang | Майкл Маккьюшен  | 2:09         |
| 09    | Batmans’s First Fight       | Майкл Маккьюшен  | 2:57         |
| 10    | The Legacy Continues        | Майкл Маккьюшен  | 1:24         |
| 11    | Hotel Scuffle               | Ширли Уокер      | 1:57         |
| 12    | Trouble In The Museum       | Ширли Уокер      | 1:46         |
| 13    | Inque Escapes!              | Кристофер Картер | 1:22         |
| 14    | Nuclear Lab Destruction     | Майкл Маккьюшен  | 1:54         |
| 15    | Golem Chases Shoppers       | Ширли Уокер      | 2:00         |
| 16    | Willie Defeated             | Ширли Уокер      | 2:37         |
| 17    | Genetic Theft               | Майкл Маккьюшен  | 1:29         |
| 18    | Joker Chase                 | Лолита Ритманис  | 3:08         |
| 19    | Move To The Groove          | Лолита Ритманис  | 1:16         |
| 20    | Batman Beyond (End Credits) | Ширли Уокер      | 1:00         |

### Участники записи
- Кристофер Картер — синтезатор (1, 4, 6, 7, 13)
- Марк Мэттсон и Лолита Ритманис — синтезатор (2, 5, 18, 19)
- Майкл Маккьюшен — синтезатор (3, 9, 10, 14, 17)
- Ширли Уокер — синтезатор (8, 11, 12, 15, 16, 20)
- Габриэль Мозес — гитара (1, 3, 4, 6—8, 11—17, 20)
- Брюс Уотсон — гитара (2, 5, 9, 10, 18)
- Пол Джеймсон — лидер-гитара (5), гитара и мандолина (19)
- Джон Баттон — бас (1—4, 6, 14, 17)
- Иэн Уокер — бас (8, 11, 12, 15, 16)
- Джон Кларк — альт-саксофон (6)
- Абрахам Лейборел-мл. — drum loops (Spectrasonic’s Burning Grooves)
- Майкл Боттс — drum samples (ILIO’s Double Platinum Drums)
- Drum loops — Zero-G’s Chemical Beats
- Guitar Ambiences — Big Fish Audio’s Alien Guitars
- Дэвид Торн — семплы
- Loops — Spectrasonic’s Liquid Grooves
- Asian samples — Spectrasonic’s Heart of Asia
- Voice samples — Spectrasonic’s Symphony of Voices
- Мако Судзиси — инженер записи (1, 4, 6—8, 11—13, 15, 16, 20), микширование (1—20)
- Марк Мэттсон — инженер записи (2, 3, 5, 9, 10, 14, 17—19)
- Боб Фишер — мастеринг
- Запись произведена на студиях Underscore Music, MBM Studios. Сведение — Underscore Music[12].

## Производство
Первоначально встреченный скептически со стороны самых закоренелых фанатов, которые не могли представить никого, кроме Брюса Уэйна в роли Тёмного рыцаря, «Бэтмен будущего» быстро показал, что является достойным преемником мультсериала 1992 года и «Новых приключений Бэтмена». Создатели Брюс Тимм, Пол Дини и Алан Бёрнетт сумели опередить директивы студии, которые в то время призывали следовать стандартному шаблону для The WB Television Network: играй молодым или иди на покой. Понимая, что разрушение канона, установленного в Batman: The Animated Series, не говоря уже о мифологии десятилетий комиксов, будет катастрофой, Тимм попытался придумать альтернативу: история о Бэтмене в будущем. Концепция обсуждалась в 1997 году в ходе встречи Тимма, Бёрнетта, Дини и Жана Маккарди (Warner Bros. Animation) с руководителем телеканала Джейми Келлнером. Босс сказал команде, что хочет новый сериал о Бэтмене, где Брюс Уэйн является подростком. Но Тимм не собирался отказываться от непрерывности анимационной вселенной DC, равно как и от наработок транслировавшихся Superman: The Animated Series и The New Batman Adventures. Поэтому он и Бёрнетт представили нового Бэтмена — Терри Макгиннеса. Самурай передавал меч своему протеже. Руководитель дал зелёный свет и срок на осень 1998 года. Арт-директор Глен Мураками согласился с коллегами. Уже был показ «Человека-паука», с самоотверженным Питером Паркером, разрывавшимся между учёбой, работой, личной жизнью и супергероем. Мураками, вдохновляясь Токио, предложил придумать стильную версию футуристического Готэма, киберпанк-визуализацию 2039 года с ошеломляющими высокими зданиями, смелой архитектурой, летающими автомобилями и гнетущей атмосферой. Особенно по сравнению с аниме, поскольку американские городские пейзажи не достигали этого. С другой стороны, шёл телесериал «Баффи — истребительница вампиров», и Warner Bros. был нужен современный Бэтмен. У съёмочной группы первоначально не было сценария, мира и персонажей. Поэтому они сделали рывок и на ходу выдавали материал. Стэн Берковиц работал у Дика Вульфа в сериале Players и писал дома сценарий пилотного эпизода «Бэтмена будущего». Компьютерной графикой занимались Дарвин Кук, Адам Ван Вик, Гленн Вонг. На рендеринг одной сцены уходило много времени. Тимм был категорически против того, чтобы просто переработать классических злодеев. Поэтому Мураками, Шейн Глайнс и Джеймс Такер нарисовали других преступников, например, Инк (Клякса) — элегантный женский вариант Глиноликого.

## Выпуск на видео
На Comic-Con 2019 объявлено, что мультсериал отреставрирован и будет выпущен 29 октября вместе с полнометражным фильмом и дополнительными материалами на 6 Blu-ray. Полностью переделана 41 серия, удалена зернистость для лучшей цветопередачи, убраны пыль и грязь из 35-мм плёнки, а также повышено разрешение. К сожалению, исходники 11 серий оказались повреждены, их удалось восстановить лишь частично. В целом, качество стало выше. Также добавлены аудиокомментарии от продюсера Брюса Тимма. Он не исключил вероятность выхода четвёртого сезона, если у нового издания будут хорошие продажи.
На фан-фестивале IGN 2021 руководитель кастинга сериала Андреа Романо сказала, что появление очередного сезона зависит от активности зрителей. Они должны настойчиво просить до тех пор, пока Warner Bros. не согласится разрешить производство.
Что касается предполагаемой киноверсии, то Брюс Тимм уверен, что это сработает, однако будет стоить дороже, поскольку сюжет разворачивается в будущем. На роль Брюса Уэйна подходит Майкл Китон, который уже хотел вернуться.

### Короткометражный фильм
В 2014 году, к 75-летию Бэтмена, создатель комиксов DC: The New Frontier, сценарист и художник Дарвин Кук выпустил свою короткометражку «Batman Beyond», основанную на данном мультсериале. Специально для этого Кевин Конрой и Уилл Фридл вернулись к своим героям и озвучили их. Премьера состоялась на WonderCon.

## Нереализованный кинофильм
К сентябрю 2000 года кинокомпания Warner Bros. на волне успеха мультсериала «Бэтмен будущего», наняла его создателей Пола Дини и Алана Барнетта для написания сценария полнометражной версии. Якин разработал один черновик сценария для фильма «Бэтмен будущего» с писателями, но вскоре потерял интерес и Warner Bros. сразу же отвергнули данный фильм.
Руководство студии посчитало, что сценариев  для нового фильма про Бэтмена было уже более чем достаточно. К тому же, в тот момент в разработке находился другой нереализованный фильм «Бэтмен: Год первый», который, как казалось на тот момент, должен был стать тем самым обещанным перезапуском всей франшизы, после кинотетралогии о Бэтмене 1989—1997 годов.

## Комиксы
В 2023 году, к 25-летию сериала, DC Comics анонсировала выпуск 700-страничного сборника Batman Beyond: The Animated Series Classics Compendium, включавшего полную коллекцию комиксов (6 оригинальных и 24 дополнительных выпусков) с сюжетом Хилари Бейдер и рисунками Рика Бэрчетта, Джо Стэйтона, Крэйга Руссо и Мина Сунга Ку.